# أحمد زكي عابدين
أحمد زكي محمد حسن عابدين هو شخصية عسكرية مصرية تولت عدة مناصب حكومية بارزة متتالية بعد انتهاء خدمته العسكرية تمثلت في رئاسة الجهاز المركزي للتعمير، ثم رئيسًا للهيئة العامة لتعاونيات البناء والإسكان فمحافظاً لبني سويف ثم محافظا لكفر الشيخ فوزيراً للتنمية المحلية حتى عام 2013 ثم عين رئيسا لمجلس إدارة شركة العاصمة الإدارية للتنمية العمرانية خلال الفترة من 2017 إلى 2022.
تخرج من الكلية الفنية العسكرية وعمل ضابطًا مهندسًا بالقوات المسلحة المصرية، وتولى قيادة سلاح المهندسين العسكريين من 1995 إلى 1997. وعين رئيسًا للهيئة الهندسية للقوات المسلحة بين 1997 و2000. تولى منصب الملحق العسكري في السفارة المصرية واشنطن العاصمة بين 1993 و1995.